# Mainzer Altertumsverein
Der Mainzer Altertumsverein wurde 1844 in Mainz gegründet. Damals wie heute ist das Ziel des Vereins, die Geschichte der Stadt Mainz und des regionalen Umfelds zu erforschen, Kulturgüter zu schützen und historische Bausubstanz zu erhalten.
Bereits 1823 gab es Bestrebungen durch den Kreisrichter Josef Emele, einen Geschichtsverein zu gründen. Die Regierung des Großherzogtums Hessen, zu dem Mainz und Rheinhessen seit 1814 gehörten, untersagte dies jedoch. 19 Jahre später unternahm Emele erneut den Versuch, die Gründung eines Vereins zur Erforschung der vaterländischen Geschichte genehmigen zu lassen. 2 Jahre später wurde dem Gesuch stattgegeben und Josef Emele wurde Vorsitzender neu gegründeten Vereins zur Erforschung der Rheinischen Geschichte und Altertümer wie der Verein offiziell hieß. Den Ehrenvorsitz hatte (und hat bis heute) jeweils der amtierende Oberbürgermeister der Stadt Mainz inne.
Zu den bedeutenden Mitgliedern der Anfangsjahre gehörten unter anderem Ludwig Lindenschmit der Ältere oder Nikolaus Müller. Lindenschmit
initiierte auch mit anderen Mitgliedern des Altertumsvereins die Gründung des heute weltweit bekannten Römisch-Germanischen Zentralmuseums. Ebenso war der Verein maßgeblich an der Gründung des Altertumsmuseums und der Gemäldegalerie, die heute im Landesmuseum Mainz vereint sind, beteiligt. Die vereinseigene Sammlung von Altertümern und Kunstgegenständen mit über 5000 Einzelstücken ging dabei in den Museumsbestand über. Bei der Bewahrung historischer Bauten war der Verein unter anderem für den Erhalt des Eisenturms, den Fachwerkhäusern am Kirschgarten und, in den 1970er Jahren, für den Erhalt des Mainzer Proviant-Magazins verantwortlich. Bedeutende Mitglieder in neuerer Zeit waren unter anderem Ernst Neeb, Fritz Arens, Wilhelm Jung und der langjährige Vorsitzende und Ehrenvorsitzende Helmut Mathy.
Seit 1906 gibt der Verein eine eigene Zeitschrift, die Mainzer Zeitschrift. Mittelrheinisches Jahrbuch für Archäologie, Kunst und Geschichte als Periodikum heraus. In den Jahren 1845–1905 erschien bereits die Zeitschrift des Vereins zur Erforschung der Rheinischen Geschichte und Alterthümer. Die Mainzer Zeitschrift wurde von 1992/1993–2013 über den  Verlag Philipp von Zabern vertrieben; seitdem erscheint sie im  Selbstverlag des Altertumsvereins. Die Fachvorträge und Exkursionen des Vereins stehen nicht nur Mitgliedern, sondern allen interessierten Bürgerinnen und Bürgern offen.